# Halotrihit
Halotrihit (iz latinskega halotrichum – lasasta sol)  je zelo hidratiziran železov aluminijev sulfat s kemijsko formulo FeAl2(SO4)4·22H2O. Mineral nastaja s preperavanjem in razpadom pirita, običajno v bližini vulkanskih dimnikov. Halotrihit tvori vlaknate monoklinske kristale in je topen v vodi.
Najbolj znana nahajališča halotrihita so puščava Atacama (Čile), Saška (Nemčija), okrožje San Juan (Utah, ZDA) in Mont Saint-Hilaire (Kanada). 
V Sloveniji so halotrihit našli v idrijskem rudniku živega srebra.
- Halotrihit iz opuščenega rudnika Golden Queen v puščavi Mojave (Kalifornija, ZDA)
- Halotrihit iz Kalifornije